# 소나이정
소나이정(荘内町)은 일본 미야자키현 기타모로카타군에 설치되었던 정이다. 현재의 미야코노조시의 일부에 해당한다.